# Microgramma acuminata
Microgramma acuminata là một loài dương xỉ trong họ Polypodiaceae. Loài này được Lellinger mô tả khoa học đầu tiên năm 1984.
Danh pháp khoa học của loài này chưa được làm sáng tỏ. 